# Transmutation
Transmutation är när ett grundämne eller en isotop omvandlas till ett annat grundämne eller en annan isotop. Detta inträffar antingen genom kärnreaktioner orsakade av en partikel utifrån eller genom radioaktivt sönderfall i kärnan. Den absolut största källan till transmutation är naturlig. Det sker i stjärnorna, eftersom alla naturligt förekommande grundämnen någon gång skapats genom fusion från väte i en stjärnas inre. En annan typ av naturlig transmutation inträffar, när vissa radioaktiva grundämnen spontant sönderfaller i olika takt till ett annat atomslag.
Artificiell transmutation används ofta av kärnkemister för att ta fram radioaktiva isotoper och för direkt neutronbestrålning för medicinska ändamål. Transmutation övervägs även som en möjlig åtgärd för att reducera mängden och därvid delvis nyttiggöra radioaktivt avfall.

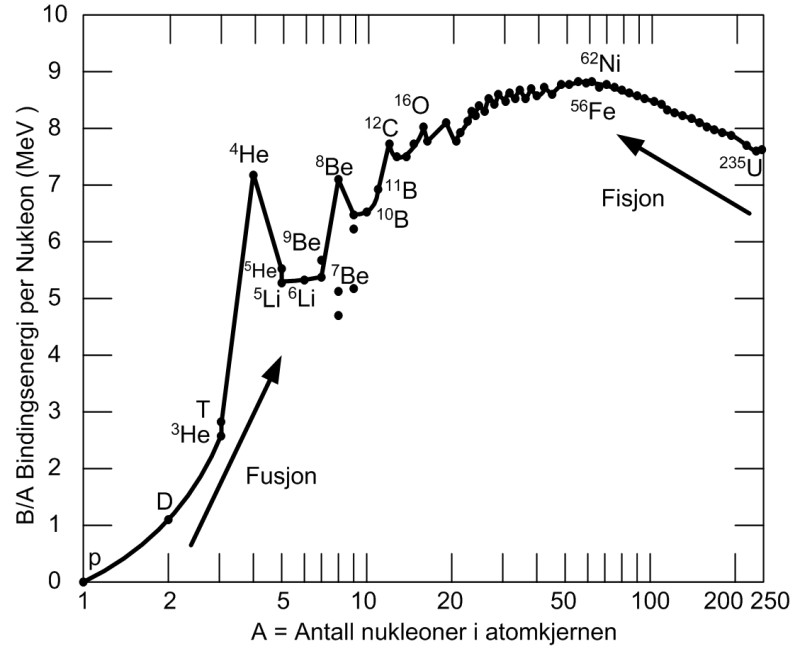
Bindningsenergi per nukleon i MeV för vanliga nuklider som funktion av masstal

## Historik
Begreppet transmutation härrör från sökandet efter de vises sten. Förr i tiden letade alkemisterna efter sätt att transmutera exempelvis bly till guld (chrysopoeia), dock utan framgång. Frederick Soddy lär vara den som myntade termen transmutation 1901 . 
Senare på 1900-talet utarbetades hur transmutation av grundämnen i stjärnor går till, och därmed sambanden för deras relativa förekomst i universum. I deras berömda B2FH-paper 1957 Synthesis of the Elements in Stars, redogjorde William Alfred Fowler, Margaret Burbidge, Geoffrey Burbidge och Fred Hoyle för hur förekomsten av nästan alla utom de lättaste grundämnena kunde förklaras genom nukleosyntesen.

## Tekniska metoder
Idag kan man utföra transmutation genom att använda partikelacceleratorer, men det ger oerhört små mängder av det önskade grundämnet. I kärnkraftverk sker också transmutationer, när uran genomgår fission. Mindre kärnreaktorer används därför för att producera neutroner för transmutationsändamål.
Den tekniskt viktigaste metoden för transmutation är neutronaktivering. Neutroner har förmågan att tränga in i atomkärnor och ökar vid infångning atomvikten med en enhet - en ny isotop har bildats. Ofta är den radioaktiv och vid exempelvis betasönderfall ökar eller minskar, [(β+)-sönderfall, (β−)-sönderfall eller ε-infångning], atomnumret med en enhet - ett nytt grundämne har bildats.
Neutronkällor är vad som behövs, och en internationell anläggning som bygger på acceleratorteknik och spallation byggs för närvarande i Lund, European Spallation Source.

## Transmutation av radioaktivt avfall
Transmutation av transuraner (aktinider) såsom isotoper av plutonium, neptunium, americium och curium har goda förutsättningar att mildra problemen i hanteringen av radioaktivt avfall genom att reducera andelen långlivade isotoper, som det innehåller. När de bestrålas med snabba neutroner i en kärnreaktor, kan dessa isotoper fås att undergå fission, vilket förstör den ursprungliga aktinidisotopen och producerar ett spektrum av radioaktiva och icke-radioaktiva fissionsprodukter.

## Transmutation i Sverige
I Sveriges första reaktor R1 vid KTH på Drottning Kristinas väg mitt inne i tättbebyggt område i Stockholms Stad utvecklades ett rörpostsystem och forskare från bland annat Karolinska Institutet kunde komma dit och få preparat aktiverade vilka sedan kunde användas för kärnkemisk analys eller spårning.
När R1 stängdes kunde samma tjänst erhållas från R2 i Studsvik och där bestrålades även kisel för halvledartillverkning i stor skala. Även den reaktorn är nu nedlagd och man är hänvisad till aktivering i partikelacceleratorer.
Såväl vid R1 som R2 byggdes behandlingsplatser, där en patient kunde bestrålas med neutroner. Man kunde då föra in ett preparat (neutrongift) i exempelvis en tumör och vid bestrålning med termiska neutroner infångades dessa i preparatet, varvid erhölls en stark, intern strålkälla koncentrerad till tumören och inget annat.